# Newport Jazz Festival
Newport Jazz Festival – festiwal muzyki jazzowej odbywający się co roku latem w Newport, w Rhode Island, w Stanach Zjednoczonych. Odbywa się od 1954 z inicjatywy George'a Weina oraz Ellaine Lorillard.